# Вікарій
Віка́рій (лат. vicarius — «заступник», «намісник») — правитель адміністративного округу в Римській імперії; під'єпископ, заступник чи помічник архієрея у православній конфесії християнської релігії, помічник єпископа або пресвітера в католицькій конфесії християнської релігії (додатково «Вікарій Ісуса Христа» лат. Vicarius Christi вважається Папа Римський), у протестантських деномінаціях християнської релігії це помічник пастора (проповідника); заступник єпископа, тимчасовий управитель єпархії.

## Давній Рим
Після Римських імператорів Діоклетіана і Костянтина Великого правитель діоцеза (області) Римської імперії, підлеглий префектові.

## Католицизм
Ця посада виникла у IV–V ст., коли встановилася практика призначення у віддалені від м. Риму області вікаріїв: вікаріатства.
У Католицькій церкві — єпископ, що не має своєї єпархії, і що допомагає в управлінні єпархіальному архієреєві; також священник без парафії (приходу), що допомагає парафіяльному священикові (пол. wikariusz, wikary, лит. vikaras).
Апостольський вікарій (лат. vicarius apostolicus) — єпископ або пресвітер, що призначається Святим Престолом для управління апостольським вікаріатом.
Генеральний вікарій (лат. vicarius generalis) — представник єпархіального єпископа в області загального управління, в цій якості виконує ту ж функцію, що і ординарій.
Єпископський вікарій (лат. vicarius episcopalis) — представник єпархіального єпископа в області управління.
Парафіяльний вікарій (рос. приходской викарий, (лат. vicarius paroecialis) — священник, співробітник парафіяльного настоятеля, може призначатися для допомоги йому в здійсненні пастирського служіння в парафії, в певній його частині або для деякої групи парафіян, а також для несення певного служіння відразу в декількох парафіях. У парафії може бути призначений один парафіяльний вікарій або кілька. Парафіяльний вікарій призначається єпархіальним єпископом; він зобов'язаний заміщати парафіяльного настоятеля за його відсутності.
Судовий вікарій — суддя в єпархіальному суді, призначається єпархіальним єпископом, складає єдиний суд разом з єпископом; не може розглядати справи, які залишені (зарезервовані) за єпископом відповідно канонічного права.
Окружний вікарій — див. декан.

## Православ'я
Офіційне введення назви в Російській православній церкві відбулося тільки в 1708 р., коли митрополитові Новгородському був призначений помічник з титулом «вікарій Карельський і Ладожський». Цілий штат вікарних архієреїв був заснований за правління Катерини II у 1764 році. Лише в 1865 р. був отриманий дозвіл синоду на утворення православного вікаріатства. Що знаходилося у безпосередньому підпорядкуванні єпархіальних архієреїв, котрий визначав шерег обов'язків вікарія. Вікарії почали здійснювати керівництво релігійним життям у парохіях з'єднаних у вікаріатства (як правило група парафій розташованих у місті з навколишніми районами), підзвітні правлячому архієреєві. Вікарії почали представляти перед міжнародними релігійними організаціями Московський патріархат, керувати діяльністю духовних навчальних закладів тощо.
У Православній церкві — єпископ, що не має своєї єпархії, і який допомагає в управлінні правлячому єпархіальному архієреєві. Може також іменуватися «титулярним».

## Англіканство
Термін vicar в Церкві Англії в белетристиці часто перекладається як «вікарій», що по суті невірно, оскільки англійський термін позначає парафіяльного священика, до того ж історично молодшого по відношенню до rector. Аналог терміна «вікарій (вікарний єпископ)» в Англіканській церкві англійською мовою — suffragan bishop; у Католицькій церкві — auxiliary bishop (єпископ).